# Перстенёк с орлом в короне
«Перстенёк с орлом в короне» (пол. Pierścionek z orłem w koronie) — художественный фильм польского кинорежиссёра Анджея Вайды, экранизация произведения Александра Сцибор-Рыльского «Кольцо из конского волоса».

## Сюжет
Октябрь 1944 года. Последние дни Варшавского восстания, жестоко подавленного нацистами. Мартин является участником Армии крайовой, пытающейся освободить Польшу от врага. Повоевав немногим более двух месяцев, группа сопротивления видит тщетность своих усилий и, после понесённых потерь во время защиты одного из домов, вынуждена отступить.
Внутри группы существует соперничество среди бойцов. В ходе столкновений с силами Вермахта лидер сопротивления погиб. Его место занимает Мартин, пытающийся маневрировать между правой буржуазной и левой коммунистической фракциями, составляющими освободительное движение.
В параллельной сюжетной линии, в то время, когда начинается восстание и Мартин уезжает, его подруга даёт ему кольцо с гравировкой в виде символа свободной Польши — орла в короне. Но Мартин в хаосе начавшегося восстания и последующих событиях теряет связь с ней.

## В ролях
- Рафал Круликовский — Марчин
- Цезари Пазура — Косиор
- Пётр Байор — майор Штейнерт
- Мирослав Бака — Татар
- Адрианна Беджинска — Янина
- Ежи Камас — полковник Правдич
- Ежи Треля — советский офицер
- Влодзимеж Мусял — офицер WiN
- Агнешка Вагнер — Виска
- Пётр Жимишкевич — поручик Кмичич
- Мария Хвалибог — курьер
- Войцех Клата — Лабенда
- Томаш Ройек — Кастет
- Войцех Лясота — Функ
- Ядвига Янковская-Цесляк — Хоиньская
- Томаш Конечный — Мачек Хелмицкий
- Анджей Блуменфельд — охранник
- Станислав Михальский — железнодорожник
- Мирослав Зброевич — украинец, изнасиловавший Виску